# Fabrik Pétermann

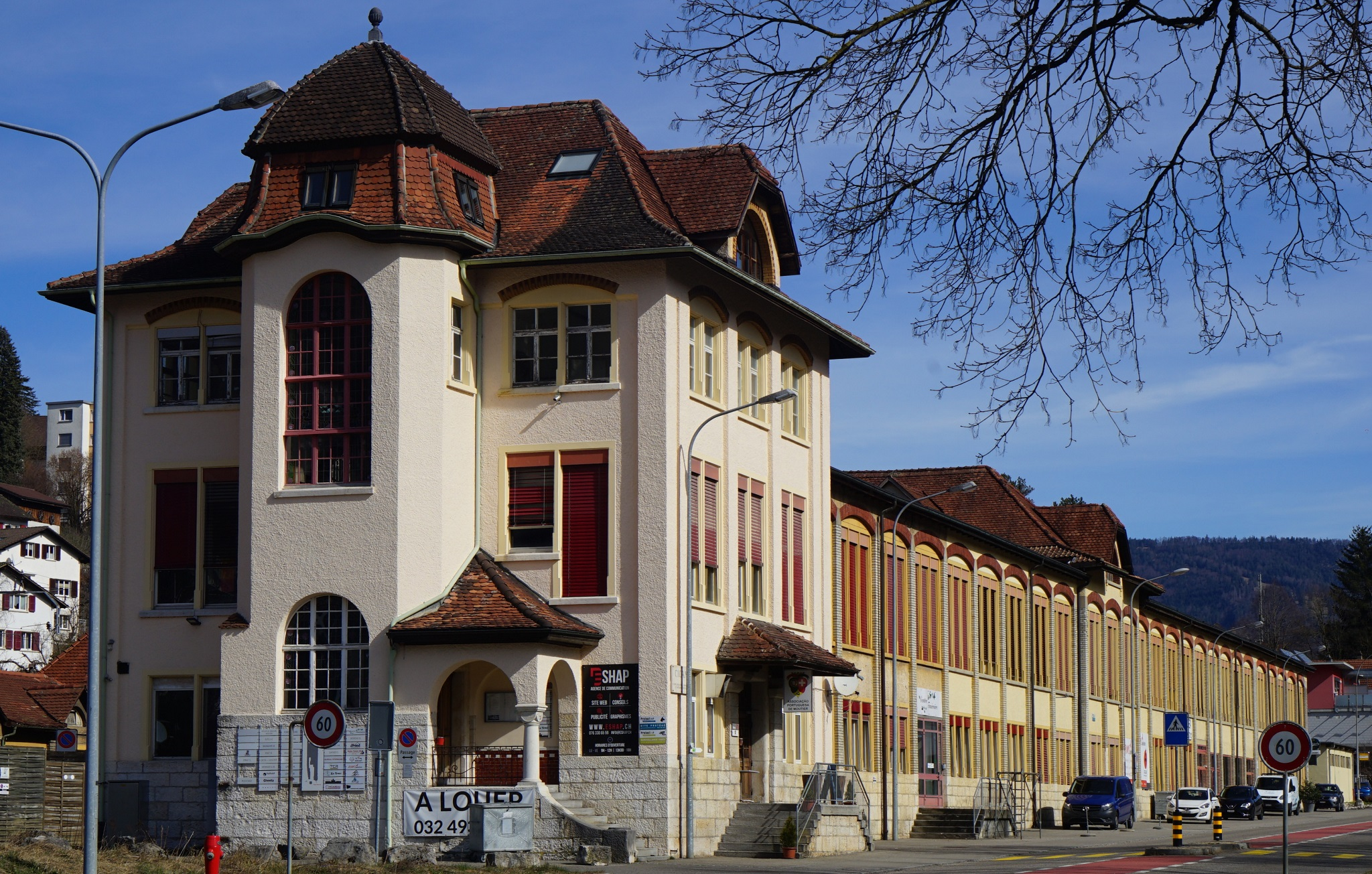
Hauptgebäude von Südwesten (2022)

Die Fabrik Pétermann SA (französisch usine Pétermann SA) in Moutier im Schweizer Kanton Bern wurde 1911 errichtet. Das Gebäude im Heimatstil steht als Kulturgüter-Objekt von kantonaler Bedeutung unter Denkmalschutz.

## Lage
Das Bauwerk steht an der Rue de Soleure 25, der Strasse nach Solothurn im Nordosten der Stadt jenseits des Bahndamms.

## Geschichte

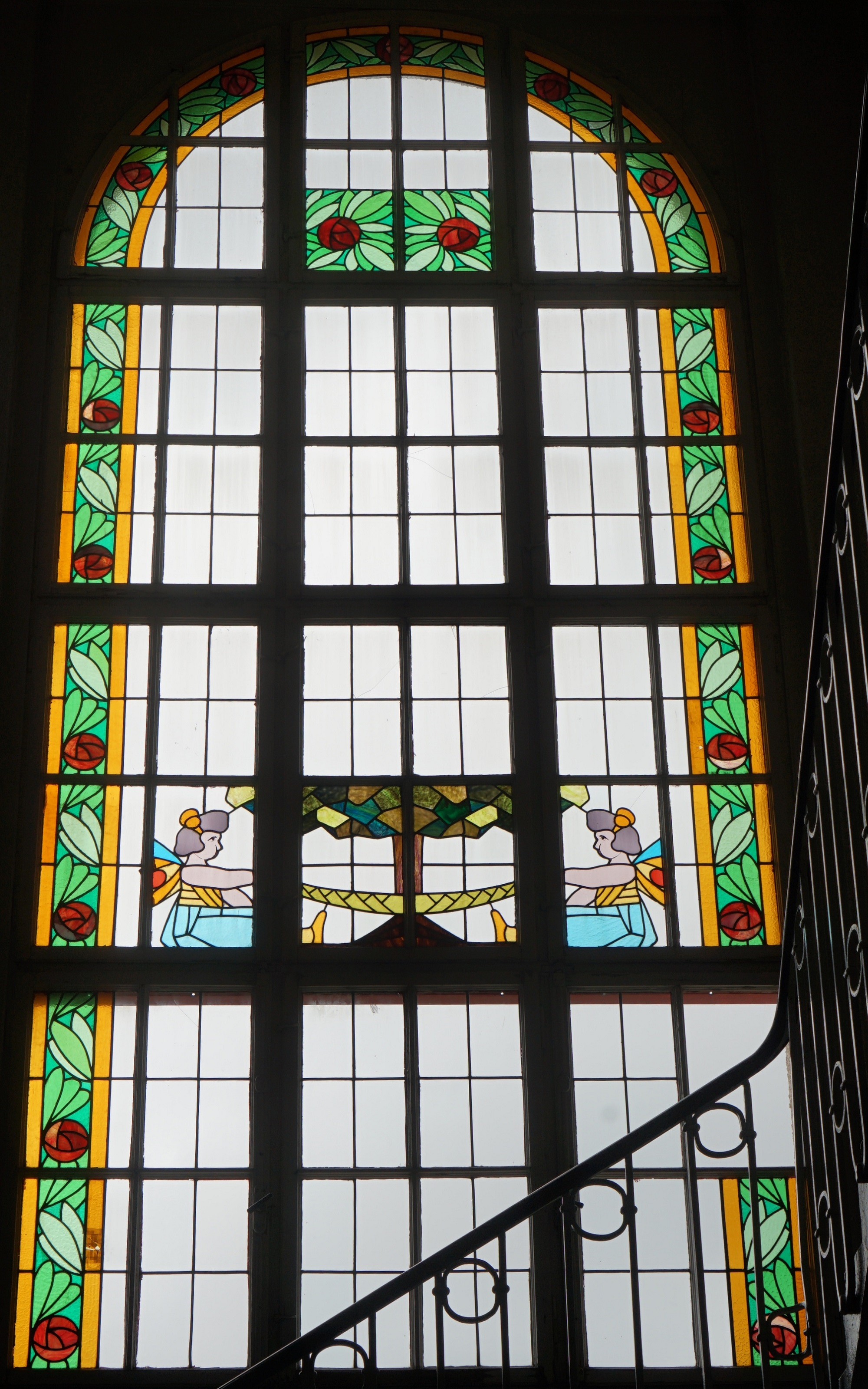
Fenster im Treppenturm (2022)

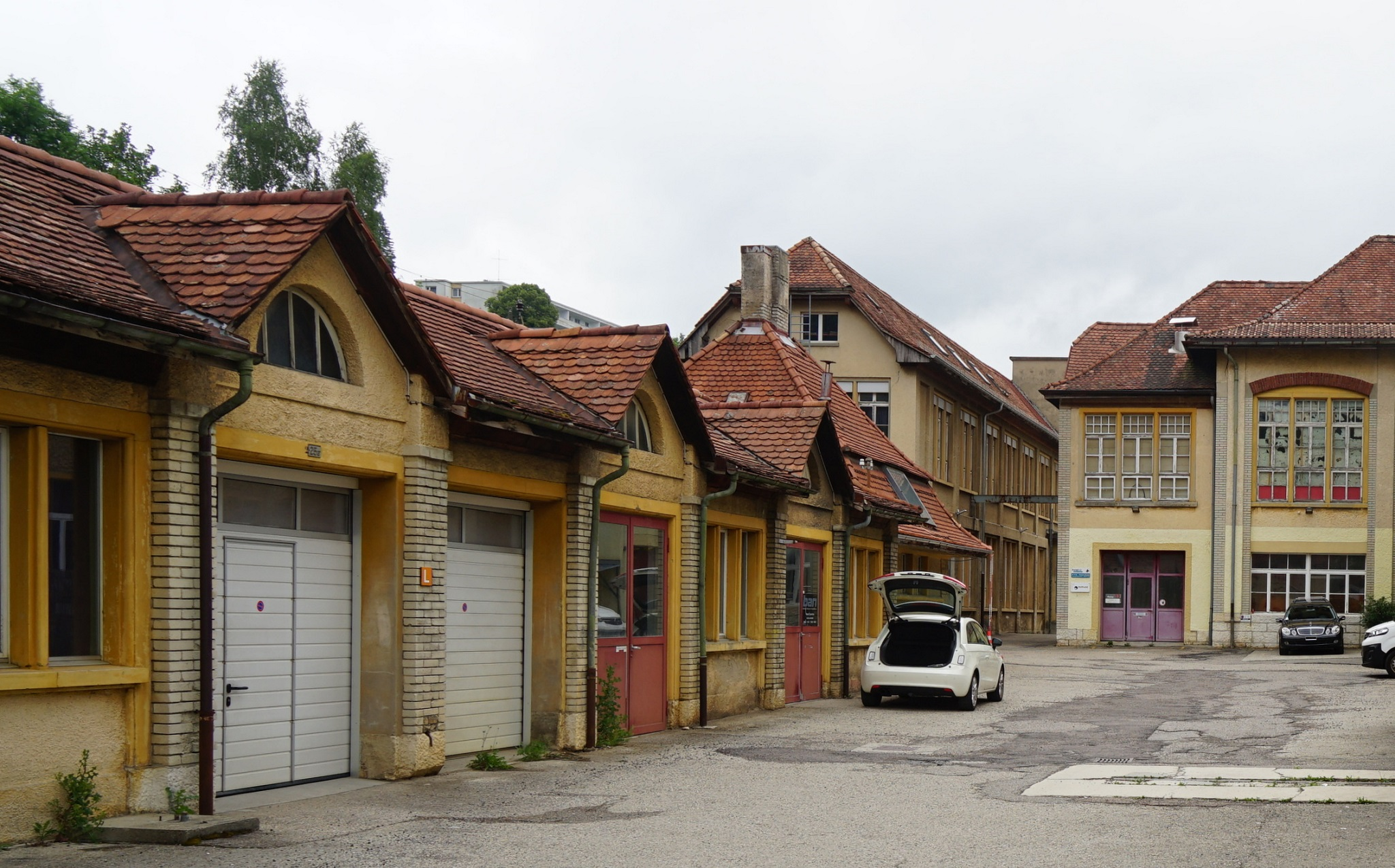
Garagen und Schuppen (2022)

Das Gebäude zur Produktion von Werkzeugmaschinen des ehemaligen Unternehmens «Pétermann SA», später «Bechler & Pétermann» wurde 1911 errichtet. Architekt war Charles Kleiber aus Moutier. Im Jahr 1990 führte das «CICAM» (Centre industriel, commercial et artisanal de Moutier) eine Renovation durch. Teile des Verwaltungsgebäudes sind zu vermieten, dort hat ein portugiesischer Verein seinen Sitz (Stand Juni 2022).
Das Hauptgebäude wurde 2000 rechtskräftig in das Bauinventar der Denkmalpflege des Kantons als «schützenswert» (fr. digne de protection) aufgenommen und ist als Kulturgüter-Objekt von kantonaler Bedeutung («Kategorie B», KGS-Nummer 1079) ausgewiesen. Für die Garagen und Nebengebäude hinter dem Hauptgebäude gilt der Status «erhaltenswert» (fr. digne de conservation).

## Beschreibung
Der Bau gilt als «elegante Industriearchitektur» und «wichtiger Meilenstein» der industriellen Entwicklung am Anfang des 20. Jahrhunderts. Der erste Bauabschnitt wurde durch zwei Querpavillons flankiert und später durch einen Erweiterungsbau nach Osten verlängert. Das Verwaltungsgebäude im westlichen Pavillon wird durch einen Treppenturm mit einer gebrochenen Kuppel geprägt. Beleuchtet wird er durch grosse Glasfenster mit Jugendstilmotiven. Die offene Veranda des Eingangs zeigt Halbkreisbögen und wird von einer Säule mit neoromanischem Kapitell getragen. Die geschnitzte Tür ist original erhalten. Das langgestreckte Produktionsgebäude hat eine gelb-ockerfarbene Fassade. Sie wird durch Reliefbögen aus roten Ziegeln und Pfeiler aus Zementziegeln gegliedert. Die zwei Fensterbänder haben unterschiedliche Höhen und sind mit roten Rollläden ausgestattet. Die Sockel sind in Kalkstein ausgeführt.
Die Garagen und Schuppen hinter dem Fabrikgebäude sind um 1915 entstanden. Architekt der «sauber» ausgeführten Gebäudereihe war ebenfalls Kleiber. Das Walmdach wird durch drei Zwerchgiebel mit halbrundem Fenster unterbrochen. Gegliedert wird die Fassade durch Pfeiler aus Zementziegeln auf Kalksteinsockel. Östlich schliesst sich ein Waschhaus an.

## Belege
1. 1 2  Denkmalpflege des Kantons Bern: Usine, Moutier, Rue de Soleure 25. In: Bauinventar des Kantons Bern. Kanton Bern, abgerufen am 21. März 2024 (französisch).
2. 1 2  Denkmalpflege des Kantons Bern: Garages et remises, Moutier, Rue de Soleure 25a. In: Bauinventar des Kantons Bern. Kanton Bern, abgerufen am 21. März 2024 (französisch).

Koordinaten: 47° 16′ 51,8″ N, 7° 23′ 12,3″ O; CH1903: 596075 / 236685